# Rio Aquidabán
O rio Aquidaban é um curso de água que banha o Paraguai. Nasce na serra de Amambai e percorre, no sentido leste-oeste, por 250 km através dos departamentos de Amambay e Concepción, desembocando no rio Paraguai ao norte da cidade de Concepción. Faz parte da bacia do rio da Prata e seus principais afluentes são os rios Trementina e Negla.
Ganhou fama na Guerra do Paraguai, pois ali perto aconteceu a Batalha de Cerro Corá, em 1º de março de 1870, que deu fim ao combate, com a morte do ditador paraguaio Francisco Solano López.
Atualmente é um dos lugares preferidos para pesca e para esportes radicais, por causa das suas cachoeiras.